# Центенариум

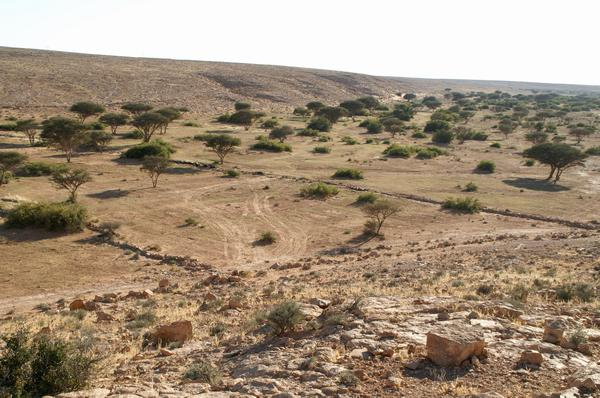
Остатки Центенариума в Сук аль-Аути.

Центенариум — римская укреплённая ферма в составе Limes Tripolitanus. На протяжении лимеса насчитывалось более 2 тысяч центенариев, предназначенных для защиты от набегов пустынных кочевников.

## История
Первые центенарии были построены при императорах Траяне и Септимие Севере, которые завоевали обширные земли Римской Ливии в Африки.
Примерно со времени роспуска Легиона III Августа в 238 году нашей эры легионеры построили около двух тысяч центенариев в районах вокруг Лептис-Магны и Сабраты, в некоторых из них были возведены палеохристианские церкви.
Лептис-Магна была главным город римской Ливии, процветавшим благодаря защите от разбойников, которую оказывала римская армия, а также укрепления Триполитанского лимеса. Римляне развивали города (такие как Гаерис) и строили форты (такие как Гарбия) вместе с центенариумами по южной периферии Лептис-Магны. Сложившийся в то время уклад жизни, с учётом частичной латинизированности и христианизированности берберов, успешно существовал вплоть до византийских времён.

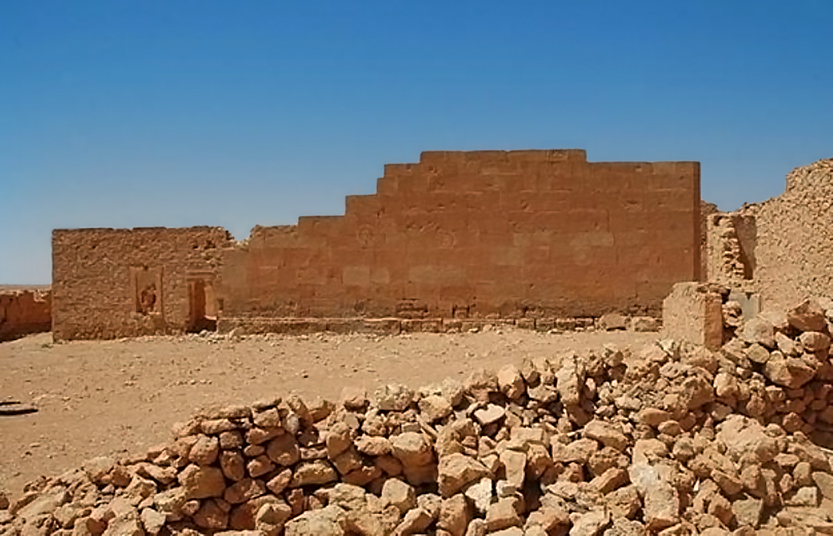
Карьят аш-Шаркия

Центенариумы использовалась в течение нескольких столетий после арабского завоевания Северной Африки во второй половине VII века, примерно до в XI века. Некоторые из них позднее были превращены в роскошные виллы, такие как Сук аль-Авти.
Существует много предположений о происхождении слова «центенариум» и о том, связано ли оно этимологически с местными укрепленными фермерскими домами, называемыми гаср (множественное число — гсур). Вероятно, их латинское название произошло из-за того, что на каждой укреплённой ферме под руководством бывшего центуриона работало сто человек (на латыни сто — centum).